# Horní Dvořiště (stacja kolejowa)
Horní Dvořiště – stacja kolejowa w miejscowości Horní Dvořiště, w kraju południowoczeskim, w Czechach. Znajduje się na wysokości 675 m n.p.m.. Położona jest we wschodniej części miejscowości. Jest to dawne przejście graniczne z Austrią.
Na stacji nie ma możliwości zakupu biletów, a obsługa podróżnych odbywa się w pociągu.

## Linie kolejowe
- 196 České Budějovice – Summerau